# Lithostege excelsata
Lithostege excelsata är en fjärilsart som beskrevs av Nicolas Grigorevich Erschoff 1874. Lithostege excelsata ingår i släktet Lithostege och familjen mätare. Inga underarter finns listade i Catalogue of Life.